# E pur si muove!
E pur si muove! (o anche Eppur si muove!) è una frase celebre della lingua italiana. 
La frase sarebbe stata pronunciata da Galileo Galilei al tribunale dell'Inquisizione al termine della sua abiura dell'eliocentrismo.  
In realtà la frase è stata soltanto attribuita a Galileo: essa appare per la prima volta in un quadro, probabilmente di Bartolomé Esteban Murillo, risalente al periodo tra il 1643 e il 1645, ed è ricordata da Giuseppe Baretti, che ricostruì la vicenda per il pubblico inglese in una bibliografia ragionata di autori italiani, The Italian Library, pubblicata a Londra nel 1757.

## La fonte bibliografica
Il proposito di Baretti era chiaramente quello di evidenziare l'atteggiamento contraddittorio della Chiesa cattolica del tempo.
(Giuseppe Marco Antonio Baretti, The Italian Library (1757), p. 52)
A "muoversi", naturalmente, è la Terra, secondo quella teoria copernicana che Galilei aveva cercato di verificare sperimentalmente e che aveva difeso nel Dialogo sopra i due massimi sistemi del mondo. Inventando l'aneddoto, Baretti voleva probabilmente difendere la dignità dello scienziato italiano, pure costretto dagli inquisitori all'atto di abiura. Infatti, mentre da una parte le teorie eliocentriche che egli aveva insegnato come vere erano in realtà solo ipotesi matematiche, e lo portarono perciò all'abiura, dall'altra parte l'apparato di teorie e osservazioni suggerivano a Galileo la veridicità delle teorie, che infatti successivamente sarebbero state dimostrate scientificamente.

## L'utilizzo della frase nella cultura di massa
In una conferenza tenuta alla Columbia University nel semestre invernale
del 1909, all'interno di un ciclo dedicato a Charles Darwin e la sua influenza sulla scienza, John Dewey affermò che Darwin "disse delle specie ciò che Galileo aveva detto della Terra, «e pur si muove»".
La frase viene ancora usata, nel lessico giornalistico e colloquiale, per esprimere un dubbio o un'intima certezza che resiste a tutte le rassicurazioni (o le intimidazioni) fornite dall'interlocutore.